# سیارک ۵۶۸۳
سیارک ۵۶۸۳ (به انگلیسی: 5683 Bifukumonin، نامگذاری:1990UD) پنج هزار و ششصد و هشتاد و سومین سیارک کشف شده‌است که در ۱۹ اکتبر ۱۹۹۰ کشف شد.
قدر مطلق سیارک برابر ۱۴٫۰۰ است.